# Radio Bochum
Radio Bochum ist das Lokalradio für die Stadt Bochum. Es ging am 4. August 1990 als Ruhrwelle Bochum auf Sendung und bekam seine Lizenz von der Landesanstalt für Medien Nordrhein-Westfalen. Chefredakteurin ist Andrea Donat.

## Programm
Radio Bochum strahlt wochentäglich neun Stunden Lokalprogramm aus. Dazu gehört die Morningshow Die Radio Bochum Morgenmacher, die zwischen 5 und 10 Uhr gesendet wird und das Nachmittagsprogramm Radio Bochum am Nachmittag, das zwischen 14 und 18 Uhr ausgestrahlt wird. Von 20 bis 21 Uhr präsentiert DJ Enrico Ostendorf Bermuda in the Mix, ein einstündiges, unmoderiertes DJ-Set. Außerdem lässt Radio Bochum auf seinen Frequenzen gemäß den gesetzlichen Bestimmungen Bürgerfunk ausstrahlen. Dieser wird montags bis samstags von 21 bis 22 Uhr und sonntags von 19 bis 20 Uhr gesendet. Das Restprogramm und die Nachrichten zur vollen Stunde werden vom Mantelprogrammanbieter Radio NRW übernommen. Als Gegenleistung sendet Radio Bochum stündlich einen Werbeblock von Radio NRW. Zwischen 5:30 Uhr und 19:30 Uhr sendet das Lokalradio zu jeder halben Stunde drei- bis fünfminütige Lokalnachrichten. Außerdem hört man auf Radio Bochum während des Lokalprogramms zu jeder halben und zu jeder vollen Stunde lokale Wetter- und Verkehrsinformationen. Samstags sendet man 5 Stunden von 7–12 Uhr lokal, daneben übernimmt man auch von 18–21 Uhr die Sendung „Ruhrcharts“, welche in den ungeraden Monaten auch von Radio Bochum produziert wird. In den geraden Monaten kommt die Sendung von Radio Essen, wo sie neben Radio Emscher Lippe und Radio Herne auch ausgestrahlt wird. Sonntags werden drei Stunden von 9–12 Uhr lokal gesendet.

## Moderation und Redaktion
Die Radio Bochum Morgenmacher Nicole Dreisbach, Ravi Frewer und Kira Kosthorst moderieren im Wechsel jeden Morgen von 5 bis 10 Uhr die Morgensendung. Weitere Moderatoren bei Radio Bochum sind u. a. Anuschka Fritzsche, Robert Walkenhorst, Ansgar Borgmann, Alexander Brauer, Michael Ragsch, Katja Leistenschneider und Danni Rösner.
Die Chefredakteurin ist Andrea Donat.

## Reichweite
Gemäß der Reichweitenanalyse E.M.A. NRW 2024 II kann sich Radio Bochum auf seine treuen Hörer verlassen. Der Sender erzielt beim Wert „Hörer gestern“ (Montag bis Freitag) eine Quote von 33 %. Demnach schalten täglich etwa 100.000 Hörer ihr Radio für Bochum und Wattenscheid ein. In der sogenannten Kernzielgruppe der Hörer zwischen 14 und 49 Jahren erreicht der Sender 29 %, das sind knapp 60.000 Hörer. Radio Bochum erreicht mit diesem Ergebnis einen Marktanteil von 25 %. Die Verweildauer im Programm (durchschnittliche Hördauer in Minuten) liegt bei 126 Minuten. Die durchschnittliche Stundenreichweite über den ganzen Tag (Montag – Freitag) beträgt 7 %, damit schalten pro Stunde ca. 20.000 Menschen ein. Die meisten Hörer erreichen die „Radio Bochum Morgenmacher“ mit Kira Kosthorst, Rawi Frewer und Nicole Dreisbach jeden Morgen von 05.00 bis 10.00 Uhr.

## Unternehmen
An Radio Bochum sind die Verleger-Holding Radio Bochum (98,51 Prozent Funke Mediengruppe und 1,49 Prozent Ruhr Nachrichten) mit 75 Prozent, Peter Fiele mit 17,99 Prozent und die Stadtwerke Bochum mit 7,01 Prozent beteiligt. Vermarktungsaufgaben im Bereich Radio-Werbung wurden an Westfunk ausgelagert.

## Umbenennungen
Der Sender startete unter dem Namen Ruhrwelle Bochum, der später auf Ruhrwelle verkürzt wurde. Die Umbenennung erfolgte vor allem wegen mangelnder Akzeptanz bei den Hörern im Bochumer Stadtteil Wattenscheid. In den späten 90er Jahren erfolgte eine inhaltliche Umstrukturierung, der Sender wurde umbenannt in Radio 98.5. Mit dem neuen Namen sollte vor allem die Sendefrequenz populär gemacht werden. 2006 erfolgte dann eine erneute Umbenennung in 98.5 Radio Bochum. Seit einem Relaunch im Januar 2010 nennt sich der Sender nur noch Radio Bochum.

## Empfang
Radio Bochum deckt mit seiner Frequenz das gesamte Bochumer Stadtgebiet ab, ist also auch in der ehemals selbständigen Stadt Wattenscheid zu empfangen. Der Sender strahlt stark genug ab, um auch in umliegenden Städten wie Essen, Gelsenkirchen, Herne, Recklinghausen, Herten, Witten, Hattingen oder Dortmund empfangen zu werden. Die terrestrische Frequenz des Lokalradios ist 98,5 MHz, über Kabel ist der Sender in Bochum auf 99,4 MHz zu hören. Der Sender befindet sich auf dem Fernmeldeturm an der Karl-Lange-Straße, unweit des Ruhrstadions, und sendet mit 500 W von einer fast rundstrahlenden Antenne am oberen Mastschaft.
Außerdem besteht die Möglichkeit, Radio Bochum im Internet per Live-Stream zu empfangen.